# Johannesudd
Johannesudd är en tätort i Vallentuna kommun i Stockholms län. Orten, belägen nordväst om tätorten Vallentuna, är ett villaområde som uppförts under 2000-talet. Ortnamnet kommer från ett torp vilket lydde under Lindö gård.
Vid tätortsavgränsningen 2010 var Johannesudd med sina 9,81 hektar Sveriges minsta tätort sett till landareal.

## Befolkningsutveckling
| Befolkningsutvecklingen i Johannesudd 2000–2020     | Befolkningsutvecklingen i Johannesudd 2000–2020 | Befolkningsutvecklingen i Johannesudd 2000–2020 | Befolkningsutvecklingen i Johannesudd 2000–2020 | Befolkningsutvecklingen i Johannesudd 2000–2020 |
| --------------------------------------------------- | ----------------------------------------------- | ----------------------------------------------- | ----------------------------------------------- | ----------------------------------------------- |
|                                                     |                                                 |                                                 |                                                 |                                                 |
| År                                                  |                                                 |                                                 | Folkmängd                                       | Areal (ha)                                      |
| 2000                                                | 2000                                            |                                                 | 66                                              | 3#                                              |
| 2005                                                | 2005                                            |                                                 | 158                                             | 7#                                              |
| 2010                                                | 2010                                            |                                                 | 249                                             | 10                                              |
| 2015                                                | 2015                                            |                                                 | 281                                             | 16                                              |
| 2020                                                | 2020                                            |                                                 | 306                                             | 16                                              |
| Anm.: Ny småort 2000. Ny tätort 2010. # Som småort. |                                                 |                                                 |                                                 |                                                 |